# ヘレーネ・エンゲルマン
ヘレーネ・エンゲルマン（Helene Engelmann、1898年2月9日 - 1985年8月1日）は、オーストリア出身のフィギュアスケート選手。1924年シャモニーオリンピックペア金メダリスト。1913年、1922年、1924年世界フィギュアスケート選手権ペアチャンピオン。パートナーはアルフレート・ベルガーとカール・メストリク。

## 経歴
- 1913年世界フィギュアスケート選手権でカール・メストリクとペアを組み優勝。
- 第一次世界大戦により競技開催の中止が続く。
- 1922年、1924年世界フィギュアスケート選手権でアルフレート・ベルガーとペアを組み優勝。
- 1924年シャモニーオリンピックで金メダルを獲得。
- 1985年8月1日、オーストリアのウィーンで死去。

## 主な戦績
| 大会/年      | 1912-13 | 1913-14 | 1921-22 | 1923-24 |
| ------------ | ------- | ------- | ------- | ------- |
| オリンピック |         |         |         | 1       |
| 世界選手権   | 1       | 2       | 1       | 1       |

1913-14まではカール・メストリクとのペア。
1921-22以降はアルフレート・ベルガーとのペア。